# Erik Bjørkum
Erik Bjørkum, né le 26 février 1965 à Sandefjord, est un skipper norvégien.

## Carrière
Erik Bjørkum participe aux Jeux olympiques d'été de 1988 à Séoul et remporte la médaille d'argent dans la catégorie du Flying Dutchman.